# Ronald Schenkel
Ronald Schenkel (* 1964 in Zürich) ist ein Schweizer Journalist und Autor kunstkritischer Sachliteratur.

## Leben
Schenkel studierte Germanistik, vergleichende Literaturwissenschaft und spanische Literatur. Seit 1998 arbeitet er bei der Neuen Zürcher Zeitung; von 2011 bis 2015 leitete er NZZ Campus. Er leitete zudem den Bereich Kommunikation und Dienstleistungen des Schweizerischen Verbandes für Weiterbildung.
Schenkel ist Autor kunstkritischer Sachliteratur. Er schrieb für Ausstellungskataloge unter anderem zu Tadashi Kawamata (1996), Adrian Frutiger (1998 und 1999), Uwe Wittwer (2000) und der Huberte Goote Gallery (1998 und 1999).

## Kunstkritische Schriften (Auswahl)
- Ronald Schenkel (Autor), Matthias Haldemann (Autor, Vorwort), Guido Baselgia (Illustrator), David Britt (Übersetzer): Tadashi Kawamata: Work in Progress in Zug. Proposals. Kunsthaus Zug, 1996, ISBN 3-906545-06-7.

- Ronald Schenkel, Volker Schunck: Johanna Näf. Nidwaldner Museum, Stans 1996, ISBN 3-9521223-0-0 (Katalog zur Ausstellung im Nidwaldner Museum, Salzmagazin Stans, 8. Dezember 1996–12. Januar 1997).

- Sibylle Omlin und Ronald Schenkel (Texte): Auf dem 47. Breitengrad Ausstellungsprojekt Zug – Solothurn 1997. Vereinigung Zuger Künstler (C. Waidacher) / Künstlerhaus S11, Zug / Solothurn 1997, OCLC 81374955 (Katalog zur Ausstellung im Palais Besenval (Solothurn, 7.–28. September 1997) und in der Altstadthalle Zug (20. September–12. Oktober 1997)).

- Ronald Schenkel (Text), Simone Frutiger (Anhang): Adrian Frutiger: Formen und Gegenformen = formes et contreformes = forms and counterforms. Hrsg.: Erich Alb. Syndorpress, Cham 1998, ISBN 3-908257-02-6.

- Ronald Schenkel (Texte), Stephan Frech (Texte), Elizabeth O’Loughlin (Übersetzung): Sozialer Friede?: deutsche Graphik zwischen den Kriegen. Katalog zur Ausstellung vom 6. Juni bis 30. August 1998 in der Huberte Goote Gallery. Huberte Goote Gallery, Zug 1998, OCLC 225532190.

- Francine Mury, Ronald Schenkel: Gelb regiert die Welt. The Huberte Goote Gallery, Zug 1999, OCLC 82667113 (Katalog zur Ausstellung vom 31. Oktober 1998 bis 28. März 1999 in der Huberte Goote Gallery).

- Domenico Lucchini, Francine Mury & Ronald Schenkel: Color giallo. Dicastero cultura (Comune di Chiasso) / The Huberte Goote Gallery, Chiasso/Zug 1999, OCLC 80674303 (Katalog zur Ausstellung vom 24. April bis 30. Mai 1999 im Cinema Teatro Chiasso).

- Ronald Schenkel (Text), Erika Abrams (Übersetzung): Quido Sen: Installationen; Roman Kameš: peintures. Malovaný dům / Revue K, Třebíč / Alfortville 1999, ISBN 2-908120-09-7 (Katalog zur Ausstellung in der Galerie Malovaný dům (Třebíč) vom 24. Juni bis 22. August 1999).

- Roland Schenkel (Text), Barbara Hauß-Fitton (Übersetzung): Uwe Wittwer: Musterbuch. Galerie Fabian & Claude Walter, Basel 2000, OCLC 636318197 (Ausstellungskatalog).

- Ronald Schenkel: Vom Zeughaus in die Boutique. In: Crosstalk: the magazine for business flyers. 2001, OCLC 716554969.

- Marco Schneider et al. (Konzept, Text- und Bildredaktion), Ronald Schenkel (Text): Die Stimme der Kinder. Comenius-Verlag, Luzern 2003, ISBN 3-906286-12-6 (Bericht über ein Projekt der Zentralschweizer Kantone für die Expo.02 in Zusammenarbeit mit UNESCO und UNICEF).

- Roland Schenkel, Julia Häcki und Marianne Martin-Frey: Kunst muss sein: Ruth Cécile Hürlimann, ein künstlerischer Weg, 1955–2017. Zug 2017, ISBN 979-1-06990308-1.